# Sarpsborg-Stadion
Das Sarpsborg-Stadion ist ein Fußballstadion in der norwegischen Stadt Sarpsborg in der Fylke Østfold. Es ist die Spielstätte des Fußball-Erstligisten Sarpsborg 08 FF und war die Spielstätte der Fußballvereine Sarpsborg FK und FK Sparta Sarpsborg. Das Stadion im Besitz der Kommune Sarpsborg verfügt über 8022 Zuschauerplätze. Die Sportstätte besteht aus der überdachten Haupttribüne, der unüberdachten Stehtribüne auf der Gegengeraden sowie zwei, direkt hinter den Toren aufgestellten, Stahlrohrtribünen mit Sitzplätzen unter freiem Himmel. Der Stehrang in der Stadionsüdkurve ist nicht mehr in Gebrauch. Langfristig soll das Stadion erweitert werden. Der Gästeblock befindet sich in der Osttribüne.
Das Sarpsborg-Stadion wurde 1930 eröffnet. Im Jahr 2000 erhielt das Stadion eine neue Haupttribüne mit 1178 Sitzplätzen sowie neue Umkleidekabinen. Eine umfangreiche Renovierung folgte im Jahr 2006. Seit April 2009 besitzt die Sportstätte eine Spielfläche aus Kunstrasen und im Oktober des Jahres wurde eine Flutlichtanlage eingerichtet. Im Rahmen der Umbaumaßnahmen wurde die Leichtathletikanlage entfernt.
In der Saison 1970/71 spielte der Sarpsborg FK im Messepokal und traf in der ersten Runde auf die englische Mannschaft von Leeds United. Im Hinspiel im Sarpsborg-Stadion unterlag der FK Leeds United mit 0:1. Nach einem 0:5 im Rückspiel schied Sarpsborg FK gegen den späteren Titelträger aus.